# Lac Hackett
Lac Hackett är en sjö i Kanada.   Den ligger i regionen Mauricie och provinsen Québec, i den sydöstra delen av landet, 300 km nordost om huvudstaden Ottawa. Lac Hackett ligger 307 meter över havet. Arean är 4,4 kvadratkilometer. Den sträcker sig 5,2 kilometer i nord-sydlig riktning, och 3,5 kilometer i öst-västlig riktning.
I omgivningarna runt Lac Hackett växer i huvudsak blandskog. Trakten runt Lac Hackett är nära nog obefolkad, med mindre än två invånare per kvadratkilometer.